# Jorge Guerricaechevarría
Jorge Guerricaechevarría (Avilés, Asturias, 10 de julio de 1965), también conocido como Guerrica, es un guionista español.

## Biografía
Se trata de uno de los guionistas más prolíficos e importantes del cine español. Ha sido guionista y coguionista de muchas de las películas de Álex de la Iglesia y Daniel Monzón. También ha escrito para Pedro Almodóvar en Carne trémula.
Es vitoriano de adopción. Es tío del también guionista Asier Guerricaechevarría.

## Premios
Ha ganado dos Premios Goya al mejor guion adaptado. El primero lo recibió por el guion de Celda 211, basado en la novela homónima de Francisco Pérez Gandul y el segundo por el guion de Las leyes de la frontera, en 2022, basado en la novela de Javier Cercas. También ha sido finalista en los Goya por los guiones de El día de la bestia, La comunidad y El Niño en la categoría de guion original, y al mejor guion adaptado por Los crímenes de Oxford. En 2008, Zinemastea premió su carrera como guionista.
Premios Goya
| Año  | Categoría            | Película                 | Resultado |
| ---- | -------------------- | ------------------------ | --------- |
| 1995 | Mejor guion original | El día de la bestia      | Nominado  |
| 2000 | Mejor guion original | La comunidad             | Nominado  |
| 2008 | Mejor guion adaptado | Los crímenes de Oxford   | Nominado  |
| 2009 | Mejor guion adaptado | Celda 211                | Ganador   |
| 2013 | Mejor guion adaptado | Fin                      | Nominado  |
| 2015 | Mejor guion original | El Niño                  | Nominado  |
| 2016 | Mejor guion original | Cien años de perdón      | Nominado  |
| 2022 | Mejor guion adaptado | Las leyes de la frontera | Ganador   |

Medallas del Círculo de Escritores Cinematográficos
| Año  | Categoría                | Película             | Resultado |
| ---- | ------------------------ | -------------------- | --------- |
| 2008 | Los crímenes de Oxford   | Mejor guion original | Nominado  |
| 2009 | Celda 211                | Mejor guion adaptado | Nominado  |
| 2012 | Fin                      | Mejor guion original | Nominado  |
| 2014 | El Niño                  | Mejor guion original | Nominado  |
| 2017 | Perfectos desconocidos   | Mejor guion adaptado | Nominado  |
| 2021 | Las leyes de la frontera | Mejor guion adaptado | Ganador   |

## Filmografía
- Mirindas asesinas (c), 1991
- Acción mutante, 1993
- Canguros (TV). Episodio: Buscarse la vida, 1994
- El día de la bestia, 1995
- Carne trémula, 1997
- Perdita Durango, 1997
- Muertos de risa, 1999
- La comunidad, 2000
- Juego de luna, 2001
- Nos miran, 2002
- El robo más grande jamás contado, 2002
- 800 balas, 2002
- Platillos volantes, 2003
- Crimen ferpecto, 2004
- La caja Kovak, 2006
- La habitación del niño, 2006
- Los crímenes de Oxford, 2008
- Plutón BRB Nero, (TV), 2008
- Psiquiatras, psicólogos y otros enfermos (TV), 2009
- Celda 211, 2009
- Alakrana, 2011[13]
- Fin, 2012
- Las brujas de Zugarramurdi, 2013
- El Niño, 2014
- Mi gran noche, 2015
- Cien años de perdón, 2016
- Perfectos desconocidos, 2017
- El bar, 2017
- El aviso, 2018
- Una vez en la vida (corto), 2018
- El cuaderno de Sara, 2018
- Yucatán, 2018
- Quien a hierro mata, 2019
- Desaparecidos, 2020-2022[14]
- Hasta el cielo, 2021
- Veneciafrenia, 2021
- Las leyes de la frontera, 2021
- 30 Monedas (Serie de TV), 2020-2021
- Código Emperador, 2022
- El cuarto pasajero, 2022